# Central Branch Union Pacific Railroad

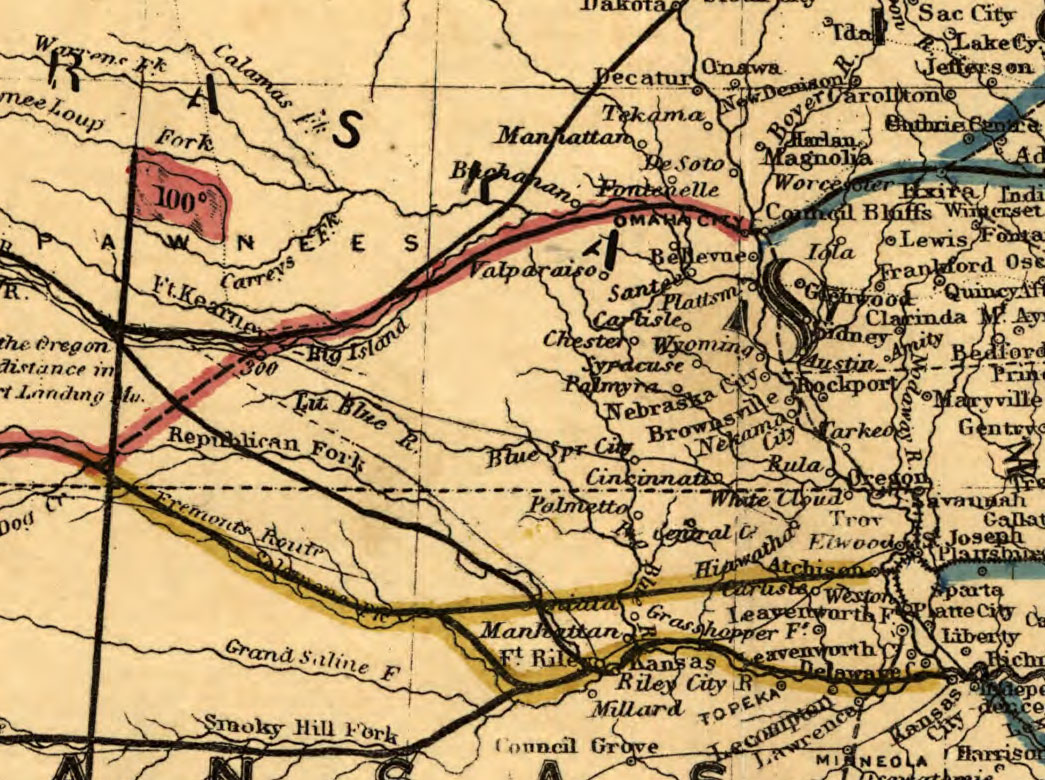
Mapa mostrando a reunião do Ramo Central e da Divisão Leste (ambos amarelos) perto do Clay Center, Kansas

A Central Branch Union Pacific Railroad era uma ferrovia no estado norte-americano do Kansas. Originalmente planejado como uma linha de Atchison para o oeste do Colorado, e com concessões federais de terras pelo Pacific Railway Act de 1862 como um dos ramos da Union Pacific Railroad, foi deixado com uma ponta suspensa em Waterville, Kansas, quando a Union Pacific Railway, Divisão Leste, com a qual deveria se conectar, mudou sua rota. A linha foi adquirida pela Union Pacific através de uma compra de ações por Jay Gould e arrendada à Missouri Pacific Railroad em 1880. Em 1909, a Central Branch foi incorporada ao Missouri Pacific; esta última empresa voltou para o sistema Union Pacific em 1982. Em 1991, o restante da trilha a oeste de Frankfurt foi arrendado para a Kyle Railroad.
Apesar de seu nome, a Central Branch Union Pacific não foi associada à Union Pacific até 1880; era para ser um dos vários ramos orientais da Primeira Ferrovia Transcontinental, da qual a Union Pacific constituía a linha principal entre Council Bluffs, Iowa / Omaha, Nebraska e Ogden, Utah, onde se conectava com a Central Pacific Railroad.